# Donald Duck Mini Pocket 9
Donald Duck Mini Pocket 9 is het negende deel van de serie Donald Duck Mini Pocket en is een uitgave van Sanoma Uitgevers. Het bevat 302 pagina's met 8 stripverhalen van gemiddeld 30 pagina's en werd in november 2009 uitgebracht. Het scenario is geschreven door de Walt Disney Company, evenals de tekeningen.

## Lijst van stripverhalen
| Nr. | Verhaal                    | Hoofdpersonage |
| --- | -------------------------- | -------------- |
| 1   | De komeet Betalina         | Mickey Mouse   |
| 2   | Bij een blauwe maan        | Mickey Mouse   |
| 3   | Het grote Kasteel          | Goofy          |
| 4   | De lichtberg               | Mickey Mouse   |
| 5   | Het wrak in de rivier      | Mickey Mouse   |
| 6   | De Duplicator              | Mickey Mouse   |
| 7   | De Geheugenwisser          | Mickey Mouse   |
| 8   | Tussen mummies en vampiers | Mickey Mouse   |

Deel 1 · Deel 2 · Deel 3 · Deel 4 · Deel 5 · Deel 6 · Deel 7 · Deel 8 · Deel 9 · Deel 10 · Deel 11